# Madifing Diané
Pour les articles homonymes, voir Diané.
Madifing Diané est un policier et homme politique guinéen.
Il est ministre de la sécurité et de la protection civile de 2014 à 2015 dans le gouvernement Saïd Fofana.

## Biographie
Madifing Diané a fait ses études à l’école nationale de police au camp Boiro avant de rejoindre la présidence de la république. Il bénéficie d'une bourse pour faire des études de spécialisation à l’académie de l’Algérie où il travaille en tant que secrétaire sécuritaire au cabinet du président Houari Boumediene.
Après son séjour en Algérie, il revient en Guinée et qualité de directeur des services sécuritaires et des services rattachés à la présidence de la République de Guinée pendant 14 ans jusqu’à la mort du président Sékou Touré en 1984,.

## Parcours
Madifing Diané est un policier depuis la première république de Guinée, sous Sékou Touré. Ministre de la sécurité et de la protection civile de 2014 à 2015 dans le gouvernement Saïd Fofana avant d'être remplacé par Abdoul Kabèlè Camara.
En janvier 2019, il est nommé gouverneur de la région administrative de Labé, ou il sera constamment en opposition avec les leaders politiques de l'opposition et de la société civil,,.

## Vie privée
Madifing est marié et père de dix enfants.